# Pedro Humberto Allende Sarón

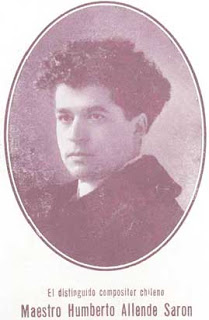
Pedro Humberto Allende Sarón

Pedro Humberto Allende Sarón (* 29. Juni 1885 in Santiago de Chile; † 17. August 1959 ebenda) war ein chilenischer Komponist. Er gilt als der bedeutendste chilenische Komponist in der ersten Hälfte des 20. Jahrhunderts und Begründer der modernen chilenischen Musik.

## Leben
Allende studierte ab 1899 am Konservatorium von Santiago bei Domingo Brescia, Luigi Stefano Giarda, Enrique Soro Barriga, Aurelio Silva und Federico Stöbel. Seit 1904 unterrichtete er am Konservatorium, von 1918 bis 1946 als Professor für Vokalmusik. 1922 leitete er in Spanien die Aufführung einiger seiner Werke in von der Unión Iberoamericana organisierten Konzerten. 1928 nahm er an dem vom Völkerbund in Prag veranstalteten ersten Internationalen Folklorekongress teil.
Es folgten Reisen durch Österreich, die Tschechoslowakei, Deutschland, Frankreich, Italien, Belgien und England. Von 1932 bis 1939 lebte er in Uruguay, wo er Konzerte veranstaltete, Vorträge hielt und als Berater der Regierung für den Musikunterricht wirkte. 1945 wurde ihm der Nationalpreis für Musik verliehen. Auch sein Neffe Juan Allende-Blin wurde als Komponist bekannt.

## Werke
- Escenas Campesinas (1913)
- Concierto para Violoncello y Orquesta (1915)
- Doce tonadas de carácter popular chileno für Klavier (1918–22)